# Антропогонічні міфи

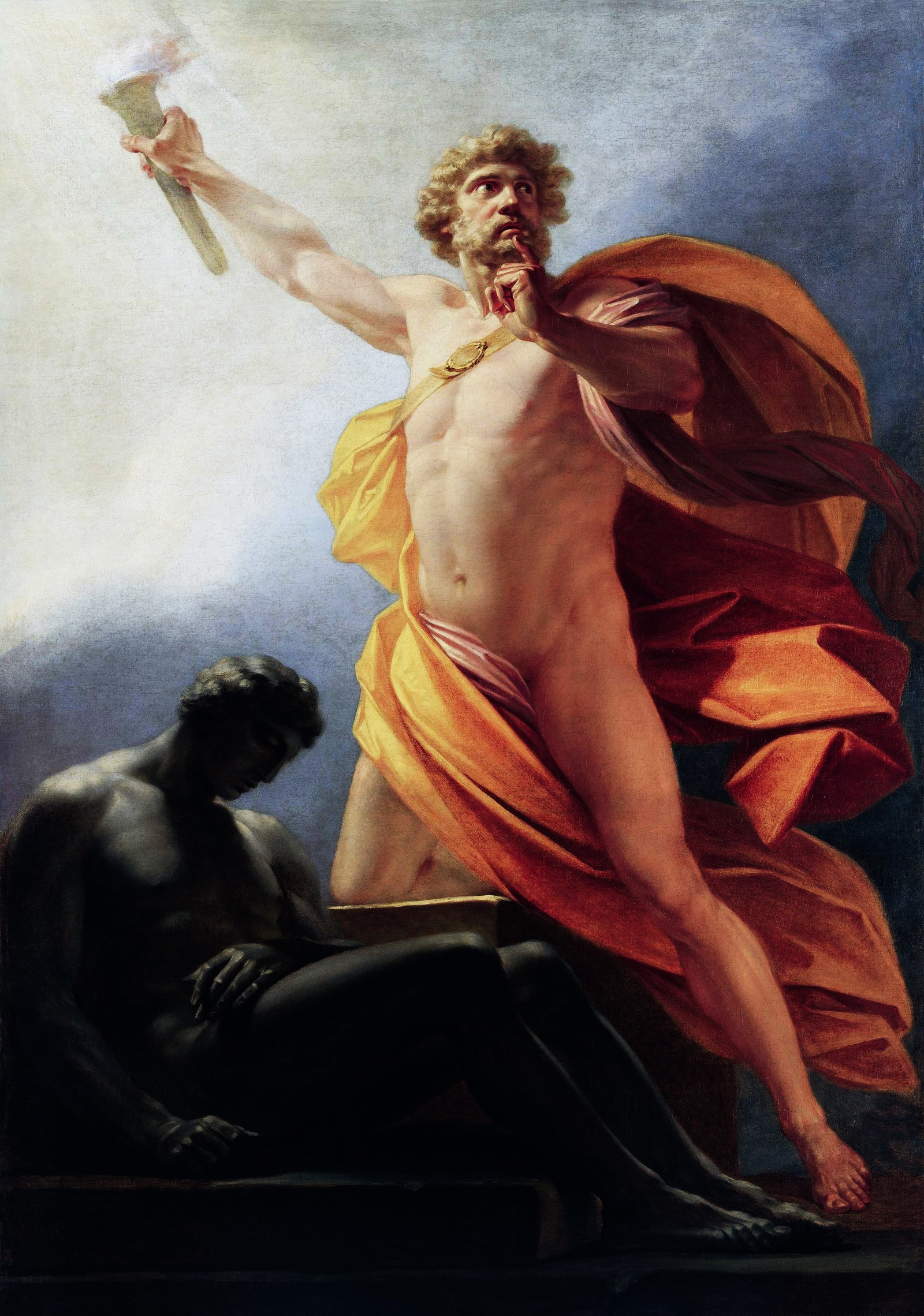
Прометей приносить вогонь людству Генріх Фрідріх Фюґер

Антропого́нічні мі́фи (з грецької — природоподібне людині) — міфи походження, присвячені темі спонтанної появи чи створення людини або племінних першопредків, складова космогонічних міфів. Пізніше ця тема розроблялася під активним впливом біблійних переказів, особливо апокрифів про першолюдину Адама. Створення людини — завершальний акт створення світу, що особливо добре відбилось у змісті міфів.

## Процес створення людини
В антропогонічних міфах не завжди чітко прослідковується походження всього роду людського й певного народу, першої людини (першої пари людей) і кожної окремої людини. Часто розрізняються створення людини та її душі (душ), що сприймається як окрема її частина (безліч окремих частин), що володіє самостійною долею. У створенні душі, за деякими версіями, іноді беруть участь небесні світила верхнього світу. У селькупів людина народжується в жінці, коли на неї падає промінь ранкового сонця, посланий верхньою старо-матір'ю; сонячний промінь і душа людини позначаються одним словом. Іноді розглядається походження окремих органів людини серця, очей та інших частин тіла.
Створення людини нерідко описується як відокремлення людей один від одного (спочатку як би зрощених воєдино) або як проведення кордонів між частинами племені. В міфі племені аранда (Австралія) люди були створені двома істотами Унгамбікуламі «Самоіснуючі». За іншим варіантом — птахом-мухоловкою, який розділив кам'яним ножем зрощені разом згустки-грудки, що залишилися на дні висохлого первісного океану — безформні кулі, в яких тільки вгадувалися зачатки частин тіла людини. Потім Унгамбікули ножем відокремили один від одного частини тіла кожної людини й нарешті розділили людей на фратрії. Створення людини нерідко мислиться поетапним (міфи американських індіанців, африканців, океанійців): спочатку виникають перші антропоморфні істоти-першопредки, а від них народжуються люди. У сіу деміург Суссостінако створює двох перших жінок — прародительок людей з двох вузлів павутини споконвічного світового павука. Первинна пара істот, породжує людину, нерідко в одній і тій же міфології складається з землі-матері (або богині землі) і її божественного чоловіка і в той же час — з перших людей, народжених цими богами.
Уявлення про перших людей як незавершених істот, яких богам доводиться «доробляти», — широко поширений міфологічний мотив. Існує різниця між створенням чоловіка та жінки. Найчастіше чоловік появляється першим. Іноді поява жінки описуються як результат того, що в чоловіка кидають шматок м'яса. Про це мова йде в африканському племені масаїв та жителів одного з островів в Океанії. Походження жінки при цьому часто відрізняється від чоловіка: наприклад, вона робиться з іншого матеріалу (у багатьох міфах південноамериканських індіанців).

## Антопогонічний матеріал

### Природні матеріали

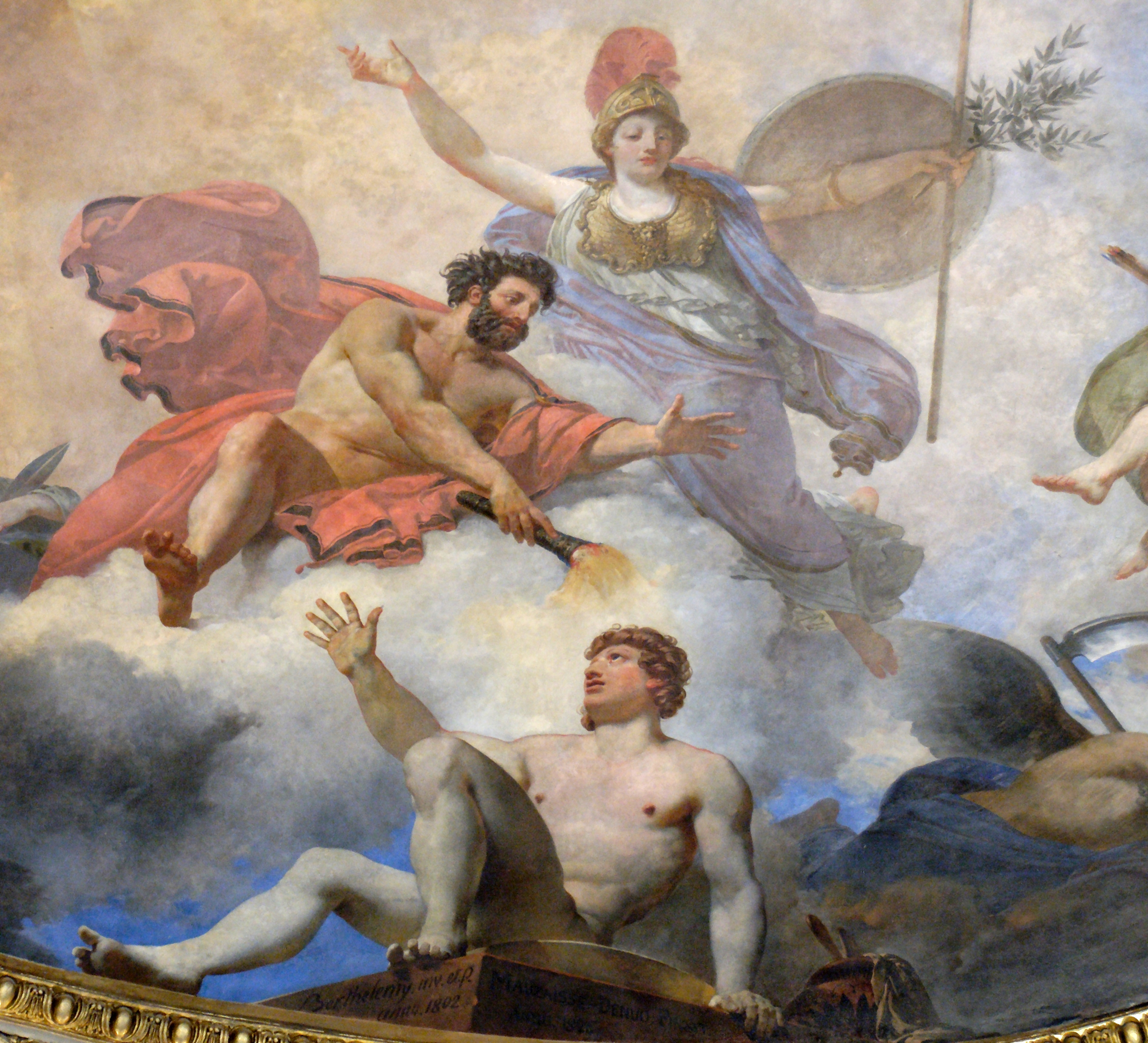
Створення людини Прометеєм. Лувр

Боги, деміурги або культурні герої створюють перших людей з найрізноманітніших матеріалів. Зокрема, в ряді міфів індіанців алгонкінської мовної групи деміург Манабуш створює людину з скелета звірів, риб, птахів. Дуже часто люди створюються з глини або землі. В ірокезькому (Північна Америка) міфі Іоскеха ліпить перших людей з глини за своїм відображенням у воді. В міфі індіанців кахуілла деміург Мукаті, вийнявши чорну землю зі свого серця, створює потім тіла людей з чорного бруду, тоді як Темайауіт, вийнявши зі свого серця білу землю, невдало ліпить з білої бруду людей з животами з двох сторін (спереду і ззаду); з очима по обидва боки голови; коли Мукаті довів йому недосконалість його створінь, Темайауіт, розсердившись, ховається разом з ними в підземному світі, намагаючись потягти із собою всю землю. За аккадським варіантом, Мардук (разом з Ейя) робить людей з глини, змішаної з кров'ю вбитого ним чудовиська Кінгу. Про створення людей з глини або землі відомо в єгипетській міфології, де бог-творець Хнум ліпить людей на гончарному колі, в грецькій міфології, де Прометей робить їх з глини, в алтайській міфології Ульгень створює перший сімох людей з глини та очерету. За віруванням народів Африки Амма (Верховне божество догонів) робить із сирої глини першу людську пару. У Біблії бог творить першу людину «з пороху земного», вдихаючи у неї життя.
Міф про створення людини із землі в індоєвропейській міфології позначився і в епітеті людини — «земна» (існує зв'язок між латинськими словами homo — людина і humus — земля). У більш рідкісних випадках «матеріалом» служать нерозчленовані істоти, як у аранда або в західносуданських міфах про походження людей від двостатевих істот.

### Антропоморфні істоти
Інколи поява першої людини пов'язана зі смертю першої антропоморфної істоти. Так тіло убитого богами першопредка — велетня Іміра стало землею, кістки — горами, небом — його череп, морем — кров. Такі мотиви прослідковуються в іранських і ведійських текстах, в давньоруській «Голубиній книзі», в міфології догонів: кожній частини людського тіла відповідає яка-небудь частина зовнішнього світу, розглянутого як величезний людський організм: скелі — це кістки, ґрунт — внутрішність шлунка, червона глина — кров. У багатьох інших традиціях такі ж відповідності між частинами тіла і ландшафту відбиваються в найменуванні однаковими словами.

### Походження від тварин
Великий інтерес представляють міфи тотемічного характеру, за якими людина колись не відрізнялася від тварин. Подібність людини й мавпи дало походження двом різним типам антопогонічних міфів:
- Людина походить від мавпи (побутує в Тибеті, у племені хадзапі в Південній Африці). У бушменів — мавпи (бабуїни) колись були людьми, але міфологічний герой Цагно перетворив їх на мавп, покаравши за вбивство свого сина.
- За міфами інших африканських народів (бамбуті, Ефе), шимпанзе — стародавній народ, який пішов у ліс тому, що їх обманювали пігмеї.

В міфах тотемічного характеру найчастіше йдеться про походження лише певної групи людей, зооморфним символом якої є якась тварину. Але відомі порівняно нечисленні міфи тотемічного типу, що пояснюють походження всіх людей. У багатьох тотемічних міфах люди і тварини об'єднуються разом як різні типи людей. Серед народів Австралії, бурятів та інших народів Євразії поширені тотемічні міфи, в яких як родоначальники фігурують птахи (ворон і лебідь), а перші люди, первопредки виходять з яйця. До цих міфів примикають міфи, пов'язані з образом світового яйця.

### Рослинне походження
Особливий тип представляють міфи, що говорять, не про створення людей, а про спосіб, що дозволяє людям, що вже існували задовго до того і невідомо як виникли, вийти в земний світ. В одному з шумерських міфів розповідається, що люди раніше росли, як трава, під землею. Згодом бог Енкі проробив мотикою дірку в землі і люди вийшли звідти. Міфи, за якими перші люди вийшли з скелі, землі, ями або термітника (для чого потрібно було в нього вдарити), широко поширені у народів Африки.

### Походження з дерева
Особливу групу складають міфи, за якими людина походить з дерева, найчастіше — світового. За міфологією гереро (Африка) перші люди — родоначальниці двох фратрій — вийшли з дерева Омумі-боромбонга, яке вважали матір'ю і батьком. Подібні міфи про появу перших людей з розколотого дерева або тростини відомі і в інших народів Африки. За повір'ями селькупів (Західний Сибір), людина походить з розщепленої берези, тому дереву надавалося особливе значення в обрядах. За повір'ями нівхів (Приамур'я і Сахалін), всі нівхи народжуються з модрини.
Меланезійський міф розповідає про використання кокосових горіхів, а в міфі перуанських індіанців — горіхів пальмового дерева). З дерева виникла людина за західносибірською, кетською, деякими міфами північноамериканських індіанців та океанійською міфологією. В кетському міфі для оживлення людини, зробленої з палиці, її гойдають у люльці. Це запозичено в образі пізнішого літературного образу Піноккіо-Буратіно. У скандинавській міфології Один і боги-аси оживляють дерев'яні прообрази людей, «доробляють» їх.

## Абстрактне походження
Поряд з фізичними субстанціями в створенні людини та її складових частин, істотну роль можуть грати такі сили, як слово (у догонів): назва імен рівносильно творінню. За одним із давньоєгипетських сказань, весь світ і люди виникають із думки Птаха, вираженої в його слові; той же мотив в одному з біблійних сказань. Але в цілому для архаїчної міфології словесне породження (творіння) малохарактерне.

## Слов'янська антропогонія
У слов'янській традиції міфи про походження (створення) людини розвивалися під впливом біблійних переказів, насамперед апокрифів, про першолюдину Адама. Створення людини — завершальний акт створення світу. В руському початковому літописі міститься міф про створення людини, який приписується язичницьким волхвам:
|  | Бог мився в лазні, спітнівши, втерся дрантям і скинув його на землю; з дрантя диявол створив тіло людини, а Бог вклав у нього душу. |

Це нагадує біблійну легенду про походження людини.

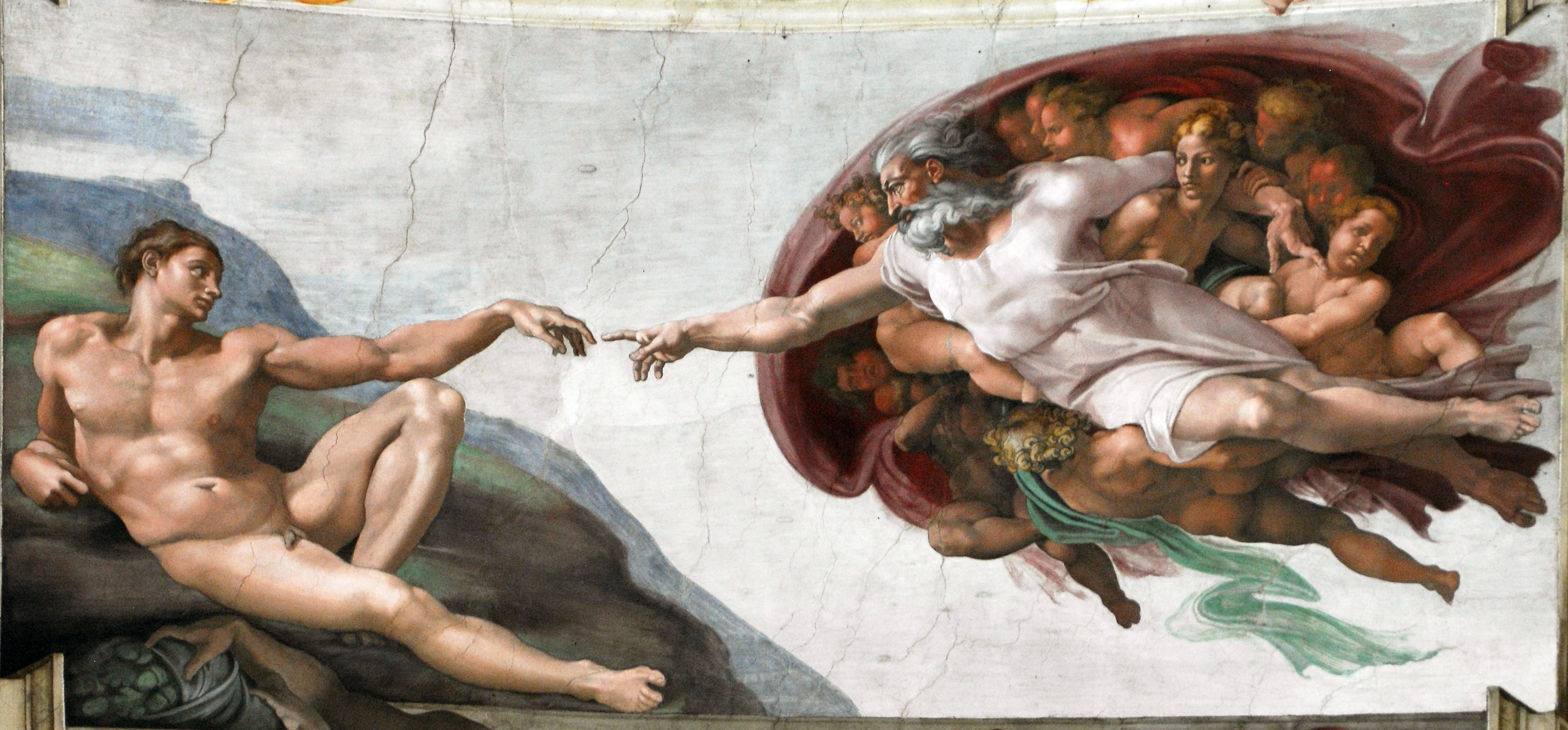
Мікеланджело: Сотворення Адама, фреска на стелі Сикстинської капели

Апокрифічний сюжет, поширений в болгарській та давньоруській книжкової традиції, — створення Адама Богом з восьми частин — елементів світобудови:
- тіло взято від землі,
- кістки — від каменів,
- кров — від моря,
- очі — від сонця,
- думки — від хмари,
- «від світла — світло»,
- від вітру — дихання,
- від вогню — теплота.

Коли Господь залишив Адама одного лежачим на землі, щоб взяти йому «очі від сонця», сатана вимазав Адама нечистотами. Знявши цю грязь і змішавши її зі сльозами Адама, Бог сотворив собаку, щоб та стерегла людину, а сам відправився за «диханням» для Адама. Сатана знову з'явився до людини і, хоча собака не підпускала його близько, він все ж поколов тіло Адама палицею, за іншими версіями, обплював його, впустивши в нього 70 недуг. Бог знову вигнав сатану і очистив людину, вивернувши її навиворіт, звідси внутрішні хвороби. Він послав ангела взяти (букву) «аз» на сході, «добро» на заході, «мислете» на півночі і на півдні — з букв було створено ім'я «Адам».
У фольклорі російських старообрядців сюжет створення Адама «з природи» отримав характерне мотивування:
|  | Тіло (Адама) із землі: по смерті иде в землю; кров з морської води: все життя ходячи, як морська хвиля; очі з сонця: як сонце світячи, так і очі чоловіча днем дивляться, а вночі сплять. |

Лише силу Бог сотворив «з нічого» — щоб людина могла жити своїми працями. В російському духовному вірші за Голубиною книгою з частин тіла Адама виникають всі суспільні стани:
- від голови — царі,
- від «мощей» — князі та бояри,
- від «коліна» — селяни,
- з Адамової голови виростає світове дерево — «кипарисове древо» і т. д.[4].

Поряд з переказами, де антропоморні міфи пов'язані з космогонічними, поширені легенди про створення людини з глини, що ґрунтуються на біблійному мотиві про створення Адама «з пороху земного». У болгарській традиції Бог робив людей, як гончар горщики; після обіду Творець побачив, що робота просувається повільно, і в поспіху став ліпити людей, отримуючи кульгавими, хворими, гордими й упертими тощо. Характерний мотив божественної слини, використаної для розмішування глини: від цієї слини складається чоловіча сила (насіння); навпаки, слина сатани, який хотів оживити зліплене тіло людини, наводить на нього порчу — хвороби. За українською легендою Творець використав жменю глини, яка залишилась у нього, щоб приробити людині статевий член, — так було створено грішне тіло, інакше людина залишався б в раю.
В дуалістичних варіантах антропогонічних міфів Бог ліпить з глини людину, сатана намагається наслідувати Творцю, але у нього виходить козел або собака (вовк) в українській міфології. У ряді переказів поряд з глиною може використовуватися тісто: спочатку Бог зліпив людину з тіста, але собака з'їла творіння; Бог зліпив пана (Єву) з пшеничного тіста, а мужика (селянина) — з глини, але собака з'їдає людину з хліба.
В деяких апокрифах Адам зображується велетнем: Соломон потрапляє в «кістяну печеру», яка виявляється черепом Адама, в ньому могло вміститися 300 мужів. До мотиву перволюдей-велетнів примикає український переказ про прабатьків, які були такі сильні, що, наступаючи на камінь, залишали на ньому слід після гріхопадіння, навпаки, камені вдавлювалися в ступні — звідси у людей западина в ступні.
До гріхопадіння у перших людей була рогова (як нігті) шкіра: Адам ублагав Господа залишити його нащадкам частини «вічної» шкіри на пальцях в нагадування про райське безсмерття.
Мотив створення першої жінки — Єви — в деяких легендах продовжує біблійний міф:
- ребро для творіння взято «від самого серця» Адама, щоб дружина любила чоловіка;
- собака вириває ребро у першолюдини і Бог творить з нього Єву[3].

В білоруських варіантах Адам був створений з хвостом і Бог, щоб відокремити людину від тварин, відрізав йому хвіст і створив з нього жінку; спочатку чоловік і жінка були з'єднані, але сатана відірвав жінку, так що у Адама залишився чоловічий член, а у Єви — піхву, з тих пір чоловіки і жінки прагнуть до возз'єднання і від цього народжуються діти.
Інший етіологічний мотив антропогінічних міфів в росіян пояснює походження кадика, «Адамова яблука», від забороненого плоду: від з'їденого яблука у Єви з'являється жадання до сатани, у Адама — до Єви. Від стосунків з сатаною народжується Каїн, з Адамом — Авель. Від Каїна народжується грішне потомство, якому сатана показав, як побудувати Вавилонську вежу: Бог змішав мови будівельників, і ті, забувши Бога, стали поклонятися ідолам.
Згідно західноукраїнською легендою, після гріхопадіння перших людей Бог прокляв Єву, звелівши їй народжувати в муках, а після смерті — нести яйця: кожен день прародителька мала знести стільки яєць, скільки людей помирає на землі. Бог розрізає ті яйця навпіл і кидає на землю: з однієї половини народжуються хлопчики, з іншої — дівчатка; коли вони виростають, то їх одружують. Якщо ж половина яйця впаде в море, то людина залишиться на землі без пари.